# Mlhovina Dvoušroubovice

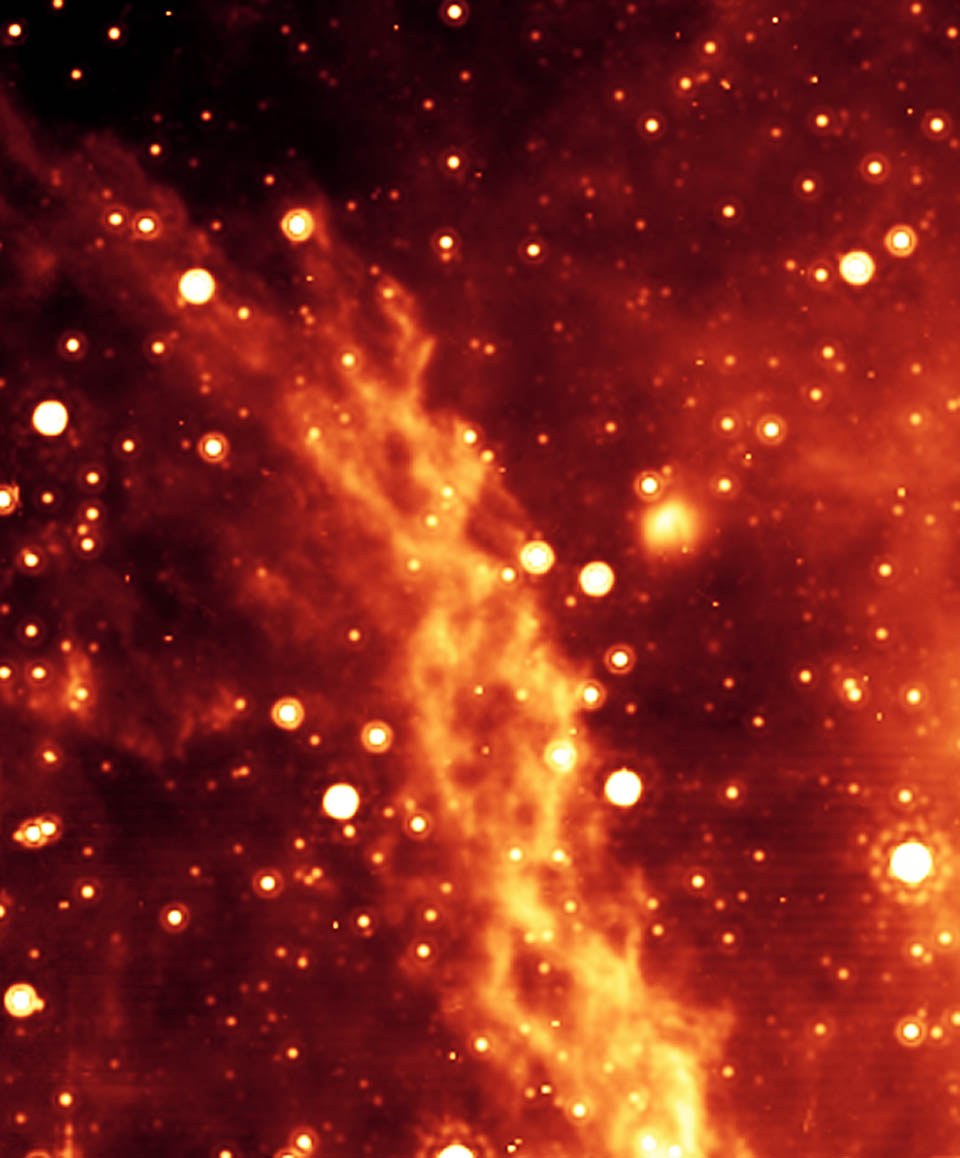

Mlhovina Dvoušroubovice je emisní mlhovina v souhvězní Hadonoše, blízko centra naší Galaxie. Má tvar dvou propletených spirál, podobný tvaru molekuly DNA. Byla objevena Spitzerovým dalekohledem (v infračerveném oboru spektra). Zatím pozorovaná část má délku asi 80 světelných let a nachází se asi 300 světelných let od středu Galaxie a 25 000 světelných let od Země.
Hvězdy na snímku jsou jasné v infračerveném oboru, jsou to hlavně červení obři a veleobři. Jiné hvězdy jsou příliš slabé na to, aby se objevily i na takto citlivém snímku.
Má se za to, že byla zkroucena magnetickou torzí. Považuje se za nepřímý důkaz, že magnetické pole v centru Galaxie je extrémně silné, více než tisíckrát silnější než v okolí Slunce. Objevitelé navrhují hypotézu, že tato mlhovina je zkroucena torzní magnetickou vlnou šířící se podél indukčních čar.
Další možné vysvětlení je, že se jedná o dvojici stejně orientovaných elektrických proudů, vázaných do stabilní konfigurace dvoušroubovice. Šroubovice je typický tvar plazmatu s elektrickým proudem (tzv. Birkelandův proud). Občas se vyskytují v párech. Ve větší vzdálenosti se přitahují díky podélné složce elektrického proudu, zatímco na malé vzdálenosti se odpuzují díky azimutální složce.